# Steven He
Steven He O’Byrne (* 31. Dezember 1996 in Shenzhen) ist ein irischer Schauspieler und Komiker chinesischer Herkunft.

## Leben
Steven He wurde in Shenzhen geboren. Im Alter von 8 Jahren wanderten er und seine Familie nach Limerick, Irland, aus. Steven zog im Alter von 17 Jahren nach London, um an der Regent’s University London zu studieren, und zog später nach Amerika, um eine Schauspielschule zu besuchen. Heute lebt er in New York City.

## Filmographie
- Seit 2019: Schemers (Fernsehserie)[8]
- 2020: The Writer (Kurzfilm)
- 2020: Sloppy (Fernsehserie, Episode 1x01)[9]
- 2020: Awkwafina Is Nora from Queens (Fernsehserie, Episode 1x10)[10][11]
- 2020: Dinosaur World[12][13]
- 2020: Identity Theft (Kurzfilm)
- 2021: Hello Au Revoir[14]
- 2022: If Shark Tank Was Asian (Kurzfilm)
- 2022: Betrayed by My Bridesmaid[15]
- 2022: A Father’s Son (Kurzfilm)
- 2023: Ginormo (Fernsehserie, 6 Episoden)[16][17][18][19][20]